# Mosteiro de Santo Antônio (Creta)
Santo Antônio (em grego: Μονή του Αγίου Αντωνίου; romaniz.: Moní tou Agíou Antoníou é um mosteiro bizantino abandonado situado no topo da colina Veni, próximo das vilas de Pantánassa e Voleones, no vale Amári. O local onde foi erigido é utilizado desde o período minoico como local de culto. É formado por dois templos, um no interior de uma caverna homônima e outro no exterior. No templo da caverna é possível encontrar jarros de barro e os restos mortais dos monges. Há também uma fenda pela qual brota um córrego d'água, que se acredita ter sido feita pelos minoicos. Diz-se que os moradores das vilas vizinhas ainda mantêm um antigo hábito de depositarem vegetais e ovos na caverna para abençoar os monges.
Próximo a entrada da caverna há um jardim no qual estão os aposentos dos monges. O templo exterior, construído pelos bizantinos, foi, durante o período veneziano, a sede da família Chortatsis, que ficou famosa por sua militância nos movimentos revolucionários da ilha. O caminho pavimentado que leva ao mosteiro é decorado com fontes e muitas árvores, uma delas, famosa no período como local de reuniões dos notários da região, sendo ela chamada "Pnyx de Creta". No período otomano o mosteiro foi incendiado três vezes para na tentativa de evitar concentrações de rebeldes.